# جاكوبو سانسوفينو
جاكوبو سانسوفينو ( 1486 م - 1570 م ) .

نحّات إيطالي .
كان اسمه الأصلي تاتي ، ولكنه درس على يد المعلم الفنّي سانسوفينو ، فأُعجب به إلى درجة أنه أتخذ اسمه ، ومن غريب المصادفات أن سانسوفينو نفسه وُلد أيضاً ، باسم مختلف هو كونتوتشي ، وقد أضاف اسم سانسوفينو لأنه وُلد من أب راعٍ في مونتي سانسوفينو ، عرف بأسماء عديدة .
عمل جاكوبو سانسوفينو في النحت في كل من فلورنسا - وهي مسقط رأسه - ثم في البندقية ، وفي عام 1529 م أصبح المهندس الرسمي في حكومة البندقية ، وكثيرة هي أعماله ، ويشمل أهمها قصر كورنارو ومكتبة القديس مرقس ، ودار سك العملة ، وبعض الكاتدرائيات ، وقد حددت طابع عصر النهضة في هذه المدينة .

## روابط خارجية
- جاكوبو سانسوفينو على موقع الموسوعة البريطانية (الإنجليزية)